# 易门文庙
易门文庙，位于云南省玉溪市易门县龙泉街道，始建于明万历二十五年（1597年），清光绪五、六年（1879、1880年）重建。

## 建筑
- 大成殿：坐北向南，五开间，通面阔21.1米，通进深13.4米，单檐歇山顶，抬梁式木结构建筑。
- 大成门：单檐歇山顶，穿斗式木结构建筑[2]:126。
- 魁星阁：现存建筑建于清康熙三十年至三十四年（1691—1695）间，清道光年间修缮。为砖木结构三楹楼房建筑，重檐歇山顶，占地面积230平方米[3]。

易门文庙的大成门、大成殿于2001年拆除，现仅存魁星阁。2005年6月27日，以“城山魁阁楼”公布为易门县文物保护单位。